# Даніель Норлінґ
Даніель Норлінґ (швед. Daniel Norling, 16 січня 1888 — 28 серпня 1958) — шведський вершник.
Олімпійський чемпіон 1908 у командній першости з гімнастики, 1912 у командній першости з гімнастики за шведською системою, 1920 (командний конкур) років.